# 阿塞拜疆—葡萄牙关系
1992年，在葡萄牙承认阿塞拜疆独立后，阿塞拜疆和葡萄牙建立了外交关系。

## 概述
1992年1月7日，葡萄牙承认阿塞拜疆脫離蘇聯独立。1992年8月4日，阿塞拜疆和葡萄牙建立外交关系。
阿塞拜疆总统伊利哈姆·阿利耶夫于2012年12月21日签署了总统令，委任阿塞拜疆驻摩洛哥大使塔里克·阿利耶夫兼任驻葡萄牙大使。阿利耶夫于2013年1月14日向葡萄牙总统席尔瓦递交了国书。另一方面，葡萄牙驻土耳其大使同时担任驻阿塞拜疆大使。葆拉·莱亚尔·达·席尔瓦是现任葡萄牙驻阿塞拜疆大使，她的国书于2017年3月26日被阿塞拜疆总统伊利哈姆·阿利耶夫接受。
2015年，葡萄牙驻阿塞拜疆外交使团开始运作。临时代办是豪尔赫·加布里埃尔·席尔瓦·达·丰塞卡。目前葡萄牙对亞塞拜然的事務由駐土耳其大使館兼轄。
2011年9月，穆拉德·拉希莫夫被任命为葡萄牙驻阿塞拜疆名誉领事。

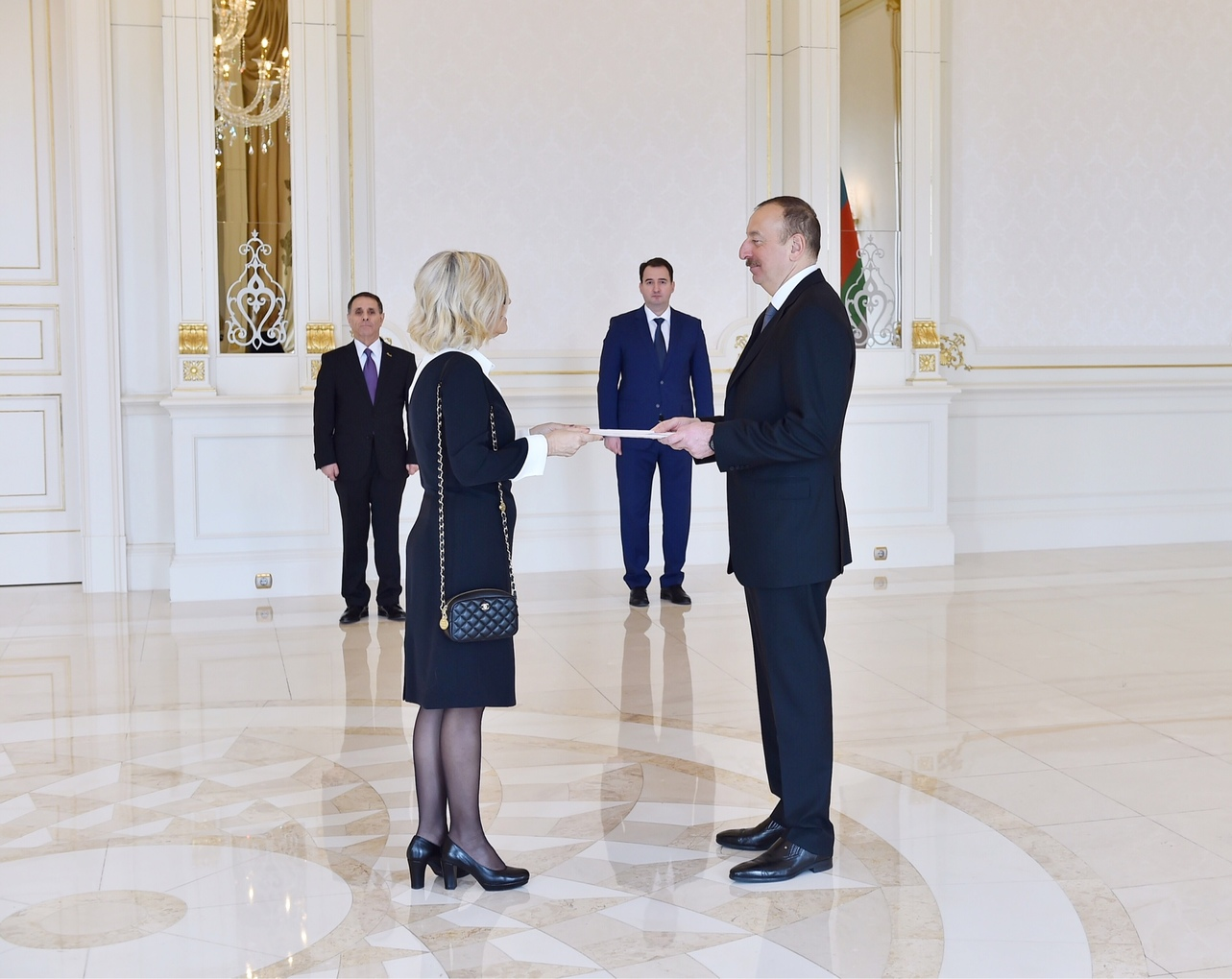
阿塞拜疆共和国总统伊利哈姆·阿利耶夫接受了新任命的葡萄牙特命全权大使葆拉·莱亚尔·达·席尔瓦递交国书

## 高层互访
1996年12月2日至3日，阿塞拜疆前总统盖达尔·阿利耶夫访问葡萄牙，出席歐洲安全與合作組織里斯本峰会。访问期间，阿利耶夫会见了葡萄牙总理古特雷斯。葡萄牙前外交部长杰米·伽马于2001年7月和2002年3月访问阿塞拜疆;路易斯·阿马多于2010年7月访问了阿塞拜疆。2010年11月20日至21日，阿塞拜疆总统伊利哈姆·阿利耶夫访问葡萄牙，出席北约里斯本峰会。在阿塞拜疆代表访问期间，葡萄牙和阿塞拜疆签署了关于对持有外交护照的人免签的协定。2012年6月，葡萄牙国务和外交部长保罗·波尔塔斯对阿塞拜疆进行了正式访问。

## 两国议会之间的关系
两国议会间的合作是由阿塞拜疆-葡萄牙议会间关系工作组在阿塞拜疆进行的。阿塞拜疆国民议会于2000年12月5日设立了阿塞拜疆-葡萄牙议会关系工作组。根据2016年3月4日阿塞拜疆国民议会的决定，阿塞拜疆-葡萄牙议会关系工作组组长为阿吉亚·纳赫齐凡利。

## 经济关系
2017年1月至9月，阿塞拜疆和葡萄牙的双边商品贸易总额为3.52亿6200万美元，而阿塞拜疆的进口额为733万美元，出口额为3.45亿2900万美元。同期(2017年1 - 9月)，葡萄牙占阿塞拜疆外贸营业额的比重为2.46%，其中进口占0.12%，出口占4.24%。阿塞拜疆-葡萄牙商业论坛于2012年6月在阿塞拜疆经济发展部支持下，由阿塞拜疆出口与投资促进基金会组织在巴库举办。
| 阿塞拜疆和葡萄牙之间的贸易 (千美元)           |          |           |           |
| 年份                                          | 进口     | 出口      | 贸易额    |
| 2002                                          | 1,928.3  | 2,983.8   | 4,912.1   |
| 2003                                          | 266.3    | 30.7      | 297.0     |
| 2004                                          | 1,901.3  | 2,932.9   | 4,834.2   |
| 2005                                          | 6,229.4  | 8,545.7   | 14,775.1  |
| 2006                                          | 3,153.2  | 19,215.1  | 22,368.3  |
| 2007                                          | 5 093,8  | -         | 5,093.8   |
| 2008                                          | 4 566,3  | 260,991.8 | 265,558.1 |
| 2009                                          | 1 183,1  | 28,456.7  | 29,639.8  |
| 2010                                          | 753,8    | 224,613.5 | 225,367.3 |
| 2011                                          | 2,594.8  | 324,860.0 | 327,454.9 |
| 2012                                          | 2,913.6  | 243,085.1 | 245,998.7 |
| 2013                                          | 2,443.1  | 525,759.4 | 528,202.5 |
| 2014                                          | 6,489.3  | 552,149.5 | 558,638.8 |
| 2015                                          | 26,204.5 | 368,874.4 | 395,078.9 |
| 2016                                          | 10,989.9 | 257,147.3 | 268,137.2 |
| 从阿塞拜疆政府网站 （页面存档备份，存于）获取 |          |           |           |